# Maile Meloy
Maile Meloy (* 15. Februar 1972 in Helena, Montana, USA) ist eine amerikanische Schriftstellerin von Kurzgeschichten und Romanen.

## Leben
Meloy wuchs in Helena, Montana auf; ihr jüngerer Bruder Colin Meloy ist heute Frontsänger der Band The Decemberists. Während ihres Studiums in Harvard belegte Meloy bei Richard Ford einen Kurs in kreativem Schreiben. Ford ermutigte sie, ihr Studium bei Geoffrey Wolff an der University of California at Irvine fortzusetzen, wo sie schließlich einen Master of Fine Arts erwarb. Während ihres Studiums in Irvine arbeitete Meloy zudem in Los Angeles als Assistentin in der Animationsabteilung von Disney.
Durch ihr Studium erhielt Meloy Kontakt zur bedeutenden Literaturagentin Amanda Urban, über die ein Vertrag mit dem Verlag Scribner zustande kam. So erschien 2002 Meloys erste Sammlung von Kurzgeschichten, Half in Love, für die sie 2003 bereits den PEN/Malamud Award der PEN/Faulkner Foundation erhielt. Ein Jahr später folgte ihr Romandebüt, Liars and Saints, das zu einem Bestseller wurde und in die Shortlist des Orange Prize for Fiction aufgenommen wurde.
Ihr zweiter Roman, A Family Daughter, erschien im Jahr 2006. Ein zentraler Teil seiner Handlung ist die (fiktionale) Entstehung von Liars and Saints, das somit zu einer Art „Buch im Buch“ wird. Im Anschluss an seine Veröffentlichung erhielt Meloy ein Guggenheim-Stipendium sowie den Rosenthal Foundation Award der American Academy of Arts and Letters. 2009 legte Meloy erneut eine Sammlung von Kurzgeschichten vor, Both Ways Is the Only Way I Want It, die sowohl von The New York Times Book Review als auch von der Los Angeles Times zu einem der zehn besten Bücher des Jahres gekürt wurde. Meloys Roman The Apothecary (aus dem Jahr 2011) richtet sich vornehmlich an junge Leser.
Ihr neuester Roman Do Not Become Alarmed erzählt von drei Familien auf Kreuzfahrt, deren Kinder bei einem Landausflug spurlos verschwinden.

## Kritiken
Das Portal femundo würdigte den Roman "Bewahren Sie Ruhe" (Original: Do Not Become Alarmed) als einem rasanten Genremix zwischen Familienroman und Thriller:

„Während man atemlos die Odyssee der verschollenen Kinder verfolgt, bekommt man einen kleinen Einblick in den Alltag Costa Ricas ... Ein Land, in dem manches im Argen liegt, aber vieles auch funktioniert, nur eben langsamer – und vor allem anders – als es die Amerikaner gewohnt sind. ... Ein fein beobachteter Roman, der die Sorgen des amerikanischen Mittelstands mit unterschwelligen Sarkasmus seziert. Ungemein spannend und sehr unterhaltsam.“

## Werke

### Romane
- Lügner und Heilige. (Liars and Saints. 2003). übersetzt von Ursula-Maria Mössner. Kein & Aber, Zürich 2011, ISBN 978-3-0369-5586-5.
- Tochter einer Familie. (A Family Daughter. 2006). übersetzt von Ursula-Maria Mössner. Kein & Aber, Zürich 2010, ISBN 978-3-0369-5573-5.
- The Apothecary. 2011.
  - übersetzt von Petra Knese: Elixirium: Das gefährliche Erbe des Apothekers. Coppenrath, Hamburg 2013, ISBN 978-3-649-61154-7.
- The Apprentices. mit Illustrationen von Ian Schoenherr. G. P. Putnam, New York City 2013, ISBN 978-0-399-16245-9.
- Do Not Become Alarmed. 2017.
  - übersetzt von Anna-Christin Kramer und Jenny Merling: Bewahren Sie Ruhe. Kein & Aber, Zürich 2018, ISBN 978-3-0369-5776-0.

### Sammlungen von Kurzgeschichten
- Das Haus am Ende der Welt: Stories. (Half in Love: Stories. 2002). übersetzt von Anke Knefel, Goldmann Verlag, München 2004, ISBN 3-442-45563-4.
- Both Ways Is the Only Way I Want It: Stories. 2009.